# Seznam bourgeských biskupů a arcibiskupů

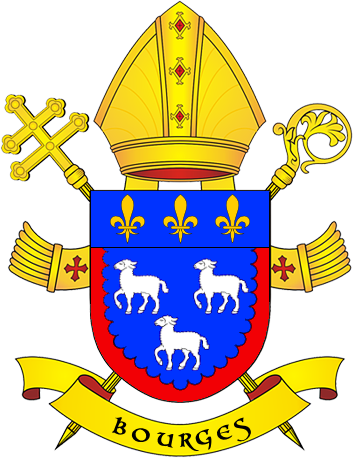
Znak bourgeské arcidiecéze

Seznam biskupů a arcibiskupů v Bourges zahrnuje všechny představitele diecéze v Bourges založené ve 3. století a povýšené na arcibiskupství.

## Seznam
- sv. Ursin 251–280
- sv. Sénitien 280–296
- sv. Oethère 296–307
- sv. Thécret 307–330
- sv. Marcel 330–337
- Viateur 337–354
- Leothère 354–363
- Pauper 363–377
- sv. Pallais I. 377–384
- Villice 384–412
- Avit 412–431
- Léon 453–461
- sv. Pallais II. 448–462
- Euloge 462–469
- sv. Simplice 469–470
- sv. Tétrade 494–506
- Rorice 512-?
- Siagre?-?
- Humat?-?
- sv. Honorat I. 533–535
- Honoré II. 535–537
- sv. Arcade 537–538
- sv. Désiré 538–552
- sv. Probien 552–559
- sv. Félix 560–573
- sv. Rémy 573–581
- sv. Sulpice le Sévère 581–584
- sv. Eustase 584–591
- sv. Apollinaire 591–597
- sv. Outrille 612–624
- sv. Sulpice le Pieux 624–647
- sv. Florent 647–660
- Adon 662–680
- Agosène 682–683
- Roch 696–736
- Sigin 736–761
- Landoaire 761–764
- Dédoat 764–780
- Ségolène 780–785
- sv. David 785–815
- Bertholan 815–827
- Ermenare 827–835
- sv. Étienne I ?-?
- Ermembert?-785
- Ebroin 785–810
- sv. Étienne II.
- sv. Août (Aigulf, Ay, Ayeul nebo Au): asi 829–839
- sv. Raoul de Turenne 839–866
- Vulfade 866–876
- Frotaire 876–890
- Adace 890–900
- Madalbert 900–910
- Géronce de Déols 910–948
- Laune de Déols 948–955
- Richard I. de Blois 955–969
- Hugues de Blois 969–985
- Dagbert 987–1013
- Gauzlin de Fleury 1013–1030
- Aymon de Bourbon 1030–1070
- Richard II. 1071–1093
- Audebert de Montmorillon 1093–1097
- Leger 1099–1120
- Vulgrin 1120–1137
- Albéric de Reims (Aubry) 1137–1141
- Pierre de La Châtre 1141–1171
- Étienne de la Chapelle 1171–1173
- Guarin de Gallardon 1174–1180
- Henri de Sully 1183–1200
- sv. Guillaume de Corbeil 1200–1209
- Girard de Cros 1209–1218
- Simon de Sully 1218–1232
- sv. Philippe Berruyer 1232–1260
- Jean de Sully 1260–1271
- Guy de Sully 1276–1280
- Simon de Beaulieu 1281–1294
- Gilles de Rome 1295–1316
- Raynaud de La Porte 1316–1320
- Guillaume de Brosse 1321–1331
- Foucaud de Rochechouard 1331–1343
- Roger le Fort 1343–1367
- Pierre d'Estaing 1367–1370
- kardinál Pierre de Cros 1370–1374
- Bertrand de Chenac 1374–1386
- Jean de Rochechouard 1386–1390
- Pierre Aimery 1391–1409
- Guillaume de Boisratier 1409–1421
- Henry d'Avangour 1421–1446
- Jean Cœur 1446–1483
- Pierre Cadoüet 1483–1492
- Guillaume de Cambrai 1492–1505
- Michel Bucy 1505–1511
- André Forman 1513–1514
- Antoine Bohier 1514–1519
- François de Bueil 1520–1525
- François de Tournon 1526–1536
- Jacques Leroy 1537–1572
- Antoine Vialart 1572–1576
- Renaud de Beaune 1581–1602
- André Frémiot 1602–1621
- Roland Hébert 1622–1638
- Pierre d'Hardivilliers 1639–1649
- Anne de Lévis de Ventadour 1649–1662
- Jean de Montpezat de Carbon 1663–1674
- Michel Poncet de la Rivière 1675–1677
- Michel Phélypeaux de la Vrillière 1677–1694
- kardinál Léon Potier de Gesvres 1694–1729
- Frédéric Jérôme de La Rochefoucauld 1729–1757
- Georges-Louis Phélypeaux d'Herbault 1757–1787
- François de Fontanges 1787–1788
- Jean Auguste de Chastenet de Puységur 1788–1802
  - Pierre Anastase Torné 1791–1793 (ústavní biskup)
  - René Héraudin 1791–1793 (ústavní biskup)
- Marie-Charles-Isidore de Mercy 1802–1811
- Étienne André François de Paul de Fallot de Beaumont de Beaupré 1813–1815
- Étienne Jean-Baptiste des Gallois de La Tour 1817–1820
- Jean-Marie Cliquet de Fontenay 1820–1824
- Guillaume-Aubin de Villèle 1824–1841
- Jacques-Marie Antoine Célestin Dupont 1842–1859
- Alexis-Basile-Alexandre Menjaud 1859–1861
- Charles-Amable de la Tour d'Auvergne-Lauragais 1861–1879
- Jean-Joseph Marchal 1880–1892
- kardinál Jean-Pierre Boyer 1893–1896
- Pierre-Paul Servonnet 1897–1909
- Louis-Ernest Dubois 1909–1916
- Martin-Jérôme Izart 1916–1934
- Louis-Joseph Fillon 1934–1943
- Joseph-Charles Lefèbvre 1943–1969
- Paul Vignancourt 1969–1984
- Pierre Plateau 1984–2000
- Hubert Barbier 2000–2007
- Armand Maillard od 2007